# Santa Maria de Cosprons
Santa Maria de Cosprons és l'església, antigament parroquial, del poble de Cosprons, a la vila de Portvendres, de la comarca del Rosselló (Catalunya del Nord). En una part de la bibliografia se l'esmenta com a el Sant Crist de Cosprons.
Està situada en el cementiri de Cosprons, al nord-oest del poble, en un nivell lleugerament inferior.
Tot i que el lloc de Cosprons, honor de Collibus profundis, és esmentat des del 1197, l'església de Santa Maria no apareix en un document conegut fins al 1350: el cotlliurenc Perpinyà Raimbau llegà 10 diners a Sancta Maria de Collibus Profundis.
Com la major part d'esglésies romàniques, és un temple no gaire gran, de nau única coberta amb volta de canó capçada a llevant per un absis semicircular cobert amb volta de quart d'esfera (n'és la part romànica més ben conservada. Al centre de l'absis es troba una finestra de doble biaix. L'aparell de l'edifici és de llosetes primes trencades, sense desbastar. Al llarg dels segles ha sofert diverses reformes, com ara un porxo davant de la porta d'entrada i una capella al lateral de migdia. La paret nord ha sofert una reforma recent, apujant-ne l'alçada, a més d'afegir-hi un contrafort atalussat. A l'extrem oriental de la nau, damunt del lloc on hi ha, a l'interior, l'arc presbiterial, hi ha una espadanya senzilla.
A migdia s'obre la porta principal, feta de marbre, és d'un sol arc, fet amb dovelles estretes i llargues, amb una decoració molt senzilla a la motllura aixamfranada de l'arc. Damunt de l'arc es veu un lleó o un griu rampant inscrit en baix relleu en un requadre ressaltat en una peça de marbre. Es tracta possiblement d'una obra popular ja dins de la tradició gòtica.
L'aparell de l'església, visible de fa pocs anys, és de pedres petites -sobretot llicorella- sense treballar. Tot plegat porta a datació en el segle xii o XIII. En els muntants de la porta, a part d'uns graffiti del segle xix o XX, hi ha uns dibuixos incisos que poden ser medievals.
S'hi guarda una imatge del Crist de fusta policromada que, segons la llegenda, va ser trobada a la mar.